# Sabrina Vega Gutiérrez
Sabrina Vega Gutiérrez (28 de febrer de 1983) és una jugadora d'escacs espanyola nascuda a Las Palmas de Gran Canaria (Espanya) que ostenta els títols de Gran Mestre Femení (2007) i Mestre Internacional (2013).
A la llista d'Elo de la FIDE del gener de 2022, hi tenia un Elo de 2385 punts, cosa que en feia la jugadora número 114 del rànquing absolut de l'estat espanyol. El seu màxim Elo fou de 2417, el juny de 2017.
Fou nomenada Esportista d'Alt Rendiment pel Consejo Superior de Deportes en 1997 i pertany al Grup d'Alta Tecnificació de la Federación Española de Ajedrez.

## Resultats destacats en competició
Ha estat campiona d'Espanya en categories d'edats en diverses ocasiona: sub-10 el 1997, sub-14 el 2001, sub-16 els anys 1999, 2002 i 2003, i sub-18 els anys 2003 i 2004, El 2002 fou campiona d'Espanya juvenil femení sub-20.
Fou Campiona d'Espanya femení en els anys 2008 i 2012. L'agost de 2015 fou per tercer cop campiona d'Espanya femení amb 7 punts de 9.
El juny del 2016 a Mamaia (Romania), fou subcampiona del Campionat d'Europa femení amb 8½ punts d'11 (+8 =1 -2), els mateixos punts que la primera classificada Anna Uixénina però amb pitjor desempat. Aquest resultat li permeté participar en la següent Copa del Món. L'agost de 2016 a Linares fou subcampiona d'Espanya, a mig punt de la campiona Ana Matnadze.
Sabrina Vega ha participat en el Campionat d'Europa d'escacs per equips en quatre ocasions, en els anys 2005, 2007, 2009 i 2011 i representant a Espanya, en cinc Olimpíades d'escacs entre els anys 2004 i 2014, amb un resultat de (+21 =17 –14), per un 56,7% de la puntuació. El seu millor resultat el va fer a les Olimpíada del 2008 en puntuar 6½ de 10 (+6 =1 -3), amb el 65,0% de la puntuació, amb una performance de 2368.
Va fitxar pel Club Evry Grand Roque (2013) per estar en la competició femenina per equips més important de França. Va triomfar en el Grandmaster Femení de Belgrad, un dels torneigs més antics a nivell mundial. L'1 de juny de 2017, Sabrina Vega era la segona jugadora espanyola i la 45ena mundial amb una classificació Elo de 2427 punts.
L'agost de 2017 va guanyar el Campionat d'Espanya femení a Linares, amb 7,5/9 punts. L'octubre de 2017 va participar amb la selecció espanyola femenina al Campionat d'Europa d'escacs per equips, a Khersónissos, Creta, i hi va fer un bon resultat essent la cinquena millor de la competició al primer tauler.
Posteriorment va decidir no acudir al Campionat del Món d'Escacs celebrat a Ryad (Aràbia Saudita) per la discriminació que pateixen les dones en aquest territori, com ho havien anunciat anteriorment les campiones mundials, les germanes ucraïneses Anna i Mariya Muzychuk. L'any següent, l'agost de 2018, va revalidar el títol, a Linares.
El novembre de 2019 guanyà per sisè cop en la seva carrera, tercer consecutiu, el Campionat d'Espanya femení, a Marbella. Poc després, en el " II Festival VIII Centenari de la Universitat de Salamanca" va aconseguir guanyar una partida contra Hou Yifan, número u mundial femenina; finalment fou setena al torneig, que va guanyar Eduardo Iturrizaga.
El setembre de 2020 guanyà per quart cop consecutiu, setè en la seva carrera, el Campionat d'Espanya femení, a Linares. L'agost de 2021 revalidà el títol novament.